# Jedlnica
Jedlnica – kolonia w Polsce, położona w województwie świętokrzyskim, w powiecie kieleckim, w gminie Chęciny.
W latach 1975–1998 Jedlnica administracyjnie należała do województwa kieleckiego.
Przed 2023 r. miejscowość była częścią wsi Bolmin.
Przez tę część wsi przechodzi  niebieski szlak turystyczny z Jedlnicy do Żarczyc.

## Położenie
Jedlnica jest położona przy drodze z Chęcin do Małogoszcza. Wywodzi swą nazwę od jodły. Znajduje się w przełomie, jaki między górami Jedlnicą (Grząby Bolmińskie) a Chrostynią (Grzywy Korzeczkowskie) tworzy rzeka Hutka, zwana pierwotnie Jedlnicą. Obserwuje się tu charakterystyczne dla Gór Świętokrzyskich przecinanie przez cieki wodne pasm górskich. Rzeka nie płynie zgodnie z układem grzbietów ze wschodu na zachód, lecz przełamuje się przez nie z północy na południe.